# Gerhard Medicus

Gerhard Medicus, 2023

Gerhard Medicus (* 12. Juni 1950 in Salzburg) ist ein österreichischer Humanethologe und evolutionsbiologisch denkender Psychiater.

## Leben
Gerhard Medicus promovierte 1982 zum Dr. med. univ. an der Universität Innsbruck. 1983 wurde er Forschungsassistent bei Rupert Riedl am Zoologischen Institut der Universität Wien. Zwischen 1985 und 1988 absolvierte er an der Klinik in Innsbruck die Ausbildung zum praktischen Arzt und anschließend am Landeskrankenhaus in Hall  zum Facharzt für Psychiatrie und Neurologie (1989–1993). Von 1994 bis 2015 war er in Hall in Tirol als Facharzt und zuletzt als Oberarzt der psychiatrischen Tagesklinik tätig.
Seit 1988 ist Gerhard Medicus freier Mitarbeiter der Gruppe Humanethologie  in der Max-Planck-Gesellschaft, zuerst in Andechs und später in Seewiesen. Er kooperierte bei mehreren Forschungsprojekten auf den Trobriand-Inseln (Papua-Neuguinea), bei den Eipo im Hochland Westneuguineas (Indonesien), auf den Molukken (Indonesien), in Himbaland (Namibia) sowie in Vanuatu und Burkina Faso.
Seit 1990 hat Gerhard Medicus einen Lehrauftrag an der Universität Innsbruck für Humanethologie, zunächst gemeinsam Margret Schleidt und Wulf Schiefenhövel, seit 2010 mit Wulf Schiefenhövel.
Eingang in Fach- und Sachbücher sowie in Wissenschaftslexika haben Beiträge von Gerhard Medicus zur Verhaltensevolution der Wirbeltiere gefunden (z. B. evolutionäre Wurzeln der Kognition, des Besitzverhaltens und von Rangordnung und Hierarchie, Biopsychologie der Geschlechterdifferenz, Wurzeln der Moralfähigkeit, zur Evolution des Bewusstseins). Gerhard Medicus konnte zeigen, dass die Biogenetische Grundregel keine Relevanz für die psychomotorische Entwicklung des Kindes hat. Seine Beiträge sind theoretische Grundlagen für Psychologie, Psychotherapie und Interdisziplinarität.
Im Buch „Was uns Menschen verbindet – Angebote zur Verständigung zwischen Natur-, Kultur- und Geisteswissenschaften“  (2012 erste Auflage, 2025 achte erweiterte Auflage) sind seine wichtigsten Beiträge zusammengefasst. 2015 erschien die englische Ausgabe. Das Buch enthält eine Natur- und Geisteswissenschaften verbindende Theorie der Interdisziplinarität und ist ein Beitrag zu den theoretischen Grundlagen der Psychologie (bzw. zur Theorie der Psychologie).

## Publikationen
- 1985: Evolutionäre Psychologie. In: J. A. Ott, G. P. Wagner, F. M. Wuketits (Hrsg.): Evolution, Ordnung und Erkenntnis. Berlin: Paul Parey, S. 126–150.[8]
- 1987: Toward an Etho-Psychology: A Phylogenetic Tree of Behavioral Capabilities Proposed as a Common Basis for Communication between Current Theories in Psychology and Psychiatry. In: J.R. Feierman (Hrsg.): The Ethology of Psychiatric Populations; Ethology and Sociobiology, Vol. 8, No. 3S (Supplement). New York: Elsevier, S. 131–150 (doi:10.1016/0162-3095(87)90025-2).
- G. Medicus & S. Hopf, 1990: The Phylogeny of Male/Female Differences in Sexual Behavior. In: J.R. Feierman (Hrsg.): Pedophilia, Biosocial Dimensions. New York: Springer, S. 122–149 (doi:10.1007/978-1-4613-9682-6_5).
- 1992: The Inapplicability of the Biogenetic Rule to Behavioral Development. Human Development, 35, Heft 1, S. 1–8 (doi:10.1159/000277108).[9]
- 1995: Ethological Aspects of Aggression. Evolution and Cognition, Vol. 1, No. 1, S. 54–63.
- 2005: Mapping Transdisciplinarity in Human Sciences. In: J.W. Lee (Hrsg.): Focus on Gender Identity. New York: Nova Science Publishers, Inc, S. 95–114.[10]
- 2010: Zoon politikon: Biopsychological Aspects. In: M. Brüne, F. Salter, und McGrew W.C. (Hrsg.): Building Bridges between Anthropology, Medicine and Human Ethology – Tributes to W. Schiefenhövel. Bochum: European University Press.
- 2012: Was uns Menschen verbindet – Angebote zur Verständigung zwischen Natur-, Kultur- und Geisteswissenschaften. Berlin: Verlag für Wissenschaft und Bildung, (alle Auflagen je 600 Exemplare) 8. überarbeitete und erweiterte Auflage 2025, ISBN 978-3-86135-619-6; Übersetzungen ins Englische (2. Aufl., ISBN 978-3-86135-587-8) und Russische ISBN 978-5-907117-89-1.[11] Online verfügbar (6. Aufl. in der Digitalen Bibliothek der Universität Innsbruck): doi:10.25651/1.2022.0001
- 2015: Being Human. Bridging the Gap between the Sciences of Body and Mind. Berlin: Verlag für Wissenschaft und Bildung. 2. Auflage 2017, ISBN 978-3-86135-584-7 (englische Ausgabe).[12] Online verfügbar in der Digitalen Bibliothek der Universität Innsbruck, 2. Aufl. doi:10.25651/1.2022.0005